# シンフォニエッタ
シンフォニエッタ（sinfonietta）は、「小さな交響曲」を意味するイタリア語。名前の通り、交響曲の性格を持ちながら、規模の小さい作品に名付けられる。日本語で表記する際は、同じ意味となる"Petite Symphonie" (仏)・"Kleine Sinfonie" (独) （「小交響曲」と訳される）などとの混同を避けるため、大抵の場合訳さずにそのまま片仮名表記される。ただし、シンフォニエッタ自体も小交響曲と訳される場合がある。
数多くの作曲家がシンフォニエッタを作曲しているが、ヤナーチェクによる作品が最も著名である。
また、ロンドン・シンフォニエッタ、ボーンマス・シンフォニエッタ、紀尾井シンフォニエッタ東京、いずみシンフォニエッタ大阪など、室内オーケストラの名称にも用いられる。

## 作品一覧

### 管弦楽・弦楽合奏
- テオドール・グヴィ (1819 -1898) - 1曲
- ニコライ・リムスキー＝コルサコフ (1844 - 1908) - 1曲（『ロシアの主題によるシンフォニエッタ』）
- レオシュ・ヤナーチェク (1854 - 1928) - 1曲（リンク先を参照）
- ジョージ・ホワイトフィールド・チャドウィック (1854 - 1931) - 1曲
- ミハイル・イッポリトフ＝イワノフ (1859 - 1935) - 1曲
- アルベール・ルーセル (1869 - 1937) - 1曲（リンク先を参照）
- アレクサンダー・ツェムリンスキー (1871 - 1942) - 1曲
- マックス・レーガー (1873 - 1916) - 1曲
- オタカル・オストルチル (1879 - 1935) - 1曲
- ニコライ・ミャスコフスキー (1881 - 1950) - 3曲（作品10、『弦楽のためのシンフォニエッタ』作品32-2、作品68）
- アーノルド・バックス (1883 - 1953) - 1曲
- エイトル・ヴィラ＝ロボス (1887 - 1959) - 2曲
- ボフスラフ・マルティヌー (1890 - 1959) - 2曲（『シンフォニエッタ・ジョコーザ』、『シンフォニエッタ・ラ・ホッジャ』）
- セルゲイ・プロコフィエフ (1891 - 1953) - 1曲（リンク先を参照）
- ライタ・ラースロー（1892 - 1963）- 2曲
- ダリウス・ミヨー (1892 - 1974) - 1曲
- アーネスト・ジョン・モーラン (1894 - 1950) - 1曲（リンク先を参照）
- ウォルター・ピストン (1894 - 1976) - 1曲
- パウル・ヒンデミット (1895 - 1963) - 2曲（『おどけたシンフォニエッタ』作品4、ホ調）
- エーリヒ・ヴォルフガング・コルンゴルト (1897 - 1957) - 1曲
- ヘンリー・カウエル (1897 - 1965) - 1曲
- アレクサンデル・タンスマン (1897 - 1986) - 2曲
- フランシス・プーランク (1899 - 1963) -  1曲（リンク先を参照）
- ジョージ・フレデリック・マッケイ (1899 - 1970) - 4曲
- エルンスト・クルシェネク (1900 - 1991) - 1曲（『ブラジル風シンフォニエッタ』
- ヴィッサリオン・シェバリーン (1902 - 1963) - 1曲（『ロシア民謡の主題によるシンフォニエッタ』）
- レノックス・バークリー (1903 - 1989) - 1曲
- エドゥアルド・トゥビン (1905 - 1982) - 1曲（『エストニアの主題によるシンフォニエッタ』）
- ウィリアム・オルウィン (1905 - 1985) - 1曲（『弦楽のためのシンフォニエッタ』）
- エルネスト・アルフテル (1905 - 1989) - 1曲
- フランツ・ワックスマン (1906 - 1967) - 1曲
- ボリス・パパンドプロ (1906 - 1991) - 1曲（『弦楽のためのシンフォニエッタ』）
- グラジナ・バツェヴィチ (1909 - 1969) - 1曲
- ハラルド・ゲンツマー (1909 - 2007) - 1曲
- バーナード・ハーマン (1911 - 1975) - 1曲（『弦楽のためのシンフォニエッタ』）
- 安部幸明 (1911 - 2006) - 1曲
- ホセ・パブロ・モンカーヨ (1912 - 1958) - 1曲
- イーゴリ・マルケヴィチ (1912 - 1983) - 1曲
- ベンジャミン・ブリテン (1913 - 1976) - 1曲
- ミェチスワフ・ヴァインベルク (1919 - 1996) - 2曲
- アレクサンドル・アルチュニアン (1920 - 2012) - 1曲
- 入野義朗 (1921 - 1980) - 1曲（リンク先を参照）
- アストル・ピアソラ (1921 - 1992) - 1曲
- マルコム・アーノルド (1921 - 2006) - 3曲
- カレル・フサ (1921 - 2016) - 1曲
- カジミェシュ・セロツキ (1922 - 1981) - 1曲（『2つの弦楽オーケストラのためのシンフォニエッタ』）
- 團伊玖磨 (1924 - 2001) - 1曲
- ボリス・チャイコフスキー (1925 - 1996) - 1曲（『弦楽オーケストラのためのシンフォニエッタ』）
- クシシュトフ・ペンデレツキ (1933 - 2020) - 2曲
- ニコライ・カプースチン (1937 - 2020) -1曲
- ジェームズ・マクミラン（英語版） (1959 - ) - 1曲

### 吹奏楽・管楽合奏
- ヨアヒム・ラフ (1822 - 1882) - 1曲
- オトカル・ノヴァーチェク (1866 - 1900) - 1曲
- カレル・アンチェル (1908 - 1973) - 1曲（『大オーケストラのためのシンフォニエッタ』）
- インゴルフ・ダール (1912 - 1970) - 1曲（リンク先を参照）
- ジョン・ウィリアムズ (1932 -) - 1曲（『ウィンド・アンサンブルのためのシンフォニエッタ』）
- フィリップ・スパーク (1951 - ) - 4曲（1、2、3『ラインフェルデンのスケッチ』、4『ストラムプロイ・センテニアル』）
- ヤン・ヴァン・デル・ロースト (1956 - ) - 1曲（『シンフォニエッタ〜水都のスケッチ』）
- 三上次郎 (1961 - ) - 1曲
- 福島弘和 (1971 - ) - 6曲（『シンフォニエッタ』、『シンフォニエッタ第2番「祈りの鐘」』『シンフォニエッタ第3番「響きの森」』『シンフォニエッタ第4番｢憶いの刻｣ 』『シンフォニエッタ第5番｢火焔の鳥｣』『シンフォニエッタ第6番｢息吹の花｣』）

### マンドリンオーケストラ
- ハンス・ガル (1890 - 1987) - 2曲
- ハインリヒ・コニエッツニー (1910 - 1983) - 1曲
- 大栗裕 (1918 - 1982) - 7曲（1、2『ロマンティック』、3『ゴルゴラの丘』、4『ラビュリントス』、5、6『土偶』、7『コントラスト』）
- 藤掛廣幸 (1949 - ) - 1曲（『シンフォニエッタ〜アクアリズム』）
- 小林由直 (1961 - ) - 1曲（『シンフォニエッタ〜森の精霊』）

### 邦楽合奏
- 松尾祐孝 (1959 - ) - 1曲（『新譜音悦多〜しんふぉにえった』）